# Zuidelijke bosbok
De zuidelijke bosbok (Tragelaphus sylvaticus) is een middelgrote antilope die voorkomt in bossen en struikgebieden in centraal en zuidelijk Afrika. Hij komt voor in een breed scala aan habitats, zoals regenwouden, montane bossen, bos-savanne mozaïek, savanne, bosveld en bosland Hij wordt ongeveer 90 cm hoog op de schouder en weegt 45 tot 80 kg. Het zijn over het algemeen solitaire, territoriale browsers.

## Taxonomie
De taxonomie van de bosbok, en van de Tragelaphini in het algemeen, is omstreden. In het verleden zijn bosbokken onderverdeeld in meer dan 40 ondersoorten. mtDNA-profielen van een groot aantal monsters werden in 2009 onderverdeeld in 19 groepen, waarvan sommige overeenkwamen met eerder beschreven ondersoorten, terwijl andere voorheen niet werden herkend en onbenoemd bleven. Deze groepen werden vervolgens georganiseerd in twee taxa - een nominale noordelijke ondersoort (T. s. scriptus) en een zuidelijke ondersoort T. s. sylvaticus. In de oorspronkelijke beschrijving uit 1780 van T. sylvaticus uit de Kaapregio door Sparrman werd geen melding gemaakt van strepen. Volgens Moodley et al. zijn mannetjes van typepopulaties in West-Afrika vaker gestreept dan zuidelijke en oostelijke exemplaren, hoewel dit niet altijd het geval is.
In 2011 pleitten Groves en Grubb voor het erkennen van acht soorten bushbokken: 
- T. scriptus (Pallas, 1766);
- T. phaleratus (Hamilton Smith, 1827);
- T. bor (Heuglin, 1877);
- T. decula (Rüppell, 1835);
- T. meneliki (Neumann, 1902);
- T. fasciatus (Pocock, 1900);
- T. ornatus (Pocock, 1900); en
- T. sylvaticus (Sparrman, 1780),

Deze werden gegroepeerd in een noordelijke en zuidelijke ‘groep’. De endemische Ethiopische soort werd geclassificeerd als een scriptus-groepsoort in tegenstelling tot Woodley. In het geval van Tragelaphus zouden deze ‘soorten’ vooral gebaseerd zijn op geografie en pelage in tegenstelling tot genetica. Deze voorstellen zijn controversieel.
In 2018 publiceerden Hassanin et al. een moleculaire fylogenetische studie die ondersteuning bood voor de scriptus- en sylvaticus-soorten, met een divergentietijd van ten minste 2 miljoen jaar, zij het met aanzienlijke genetische diversiteit binnen elk van deze groepen.

## Beschrijving
Zuidelijke bosbokken hebben een schouderhoogte van ongeveer 90 cm en een gewicht van 60 tot 80 kg voor mannetjes en 25 tot 60 kg voor vrouwtjes. Ze hebben een lichtbruine vacht met maximaal zeven witte strepen en witte vlekken op de zijkanten. De witte vlekken zijn meestal geometrisch gevormd en op de meest beweeglijke delen van hun lichaam, zoals de oren, kin, staart, poten en nek. De snuiten zijn ook wit. De hoorns, die alleen bij de mannetjes voorkomen, kunnen meer dan een halve meter lang worden en hebben een enkele draai. Als ze 10 maanden oud zijn, krijgen jonge mannetjes hoorns die bijzonder gedraaid zijn en op volwassen leeftijd de eerste lus van een spiraal vormen.
De zuidelijke bosbok heeft gemiddeld minder strepen en een meer uniforme kleur dan populaties in West-Afrika. Zuidelijke bosbokken komen volgens één interpretatie voor van de Kaap in Zuid-Afrika tot Angola en Zambia en in het oostelijke deel van Afrika tot Ethiopië en Somalië. Andere interpretaties beperken het taxon tot Zuidelijk Afrika sensu stricto of beschouwen ze sensu lato als voorkomend in het bovengenoemde verspreidingsgebied met uitzondering van Oost-Soedan, Ethiopië en Somalië. De eerste Latijnse naam die kan worden toegekend aan de zuidelijke bosbok was Antilope sylvatica naar Sparrman (1780), beschreven vanuit de Kaapkolonie.

## Ecologie
Bosbokken eten bomen, struiken en kruiden; grassen eten ze zelden of nooit. Onderzoek naar vrijlevende bosbokken in verschillende delen van zuidoost-Afrika met behulp van DNA-metabarcoding toont aan dat bosbokken vaak acacia's (Senegalia, Vachellia) en andere peulvruchten eten, samen met planten uit de familie Malvaceae (Grewia, Hibiscus), planten uit het geslacht Combretum, wegedoorns (Berchemia, Ziziphus) en verschillende andere planten. Bosbokken zijn de hele dag actief, maar zijn vaak nachtactief in de buurt van menselijke bewoning.
Bosbokken zijn solitaire dieren, maar zijn niet agressief asociaal, en individuen foerageren soms dicht bij elkaar. Bosbokken leven binnen een “thuis” gebied, dat meestal rond de 50.000 m² is op de savanne en veel groter in het bos, dat ze normaal gesproken niet verlaten. Deze gebieden overlappen meestal de thuisgebieden van andere bosbokken.
Sommige wildboeren in zuidelijk Afrika ontdekten dat de bosbok kan concurreren met de nauw verwante, grotere nyala toen ze probeerden de twee soorten in hetzelfde gebied te introduceren. De twee soorten komen echter vaak dicht bij elkaar voor in natuurlijke gemeenschappen (bijvoorbeeld in Gorongosa National Park, Mozambique).

## Galerij

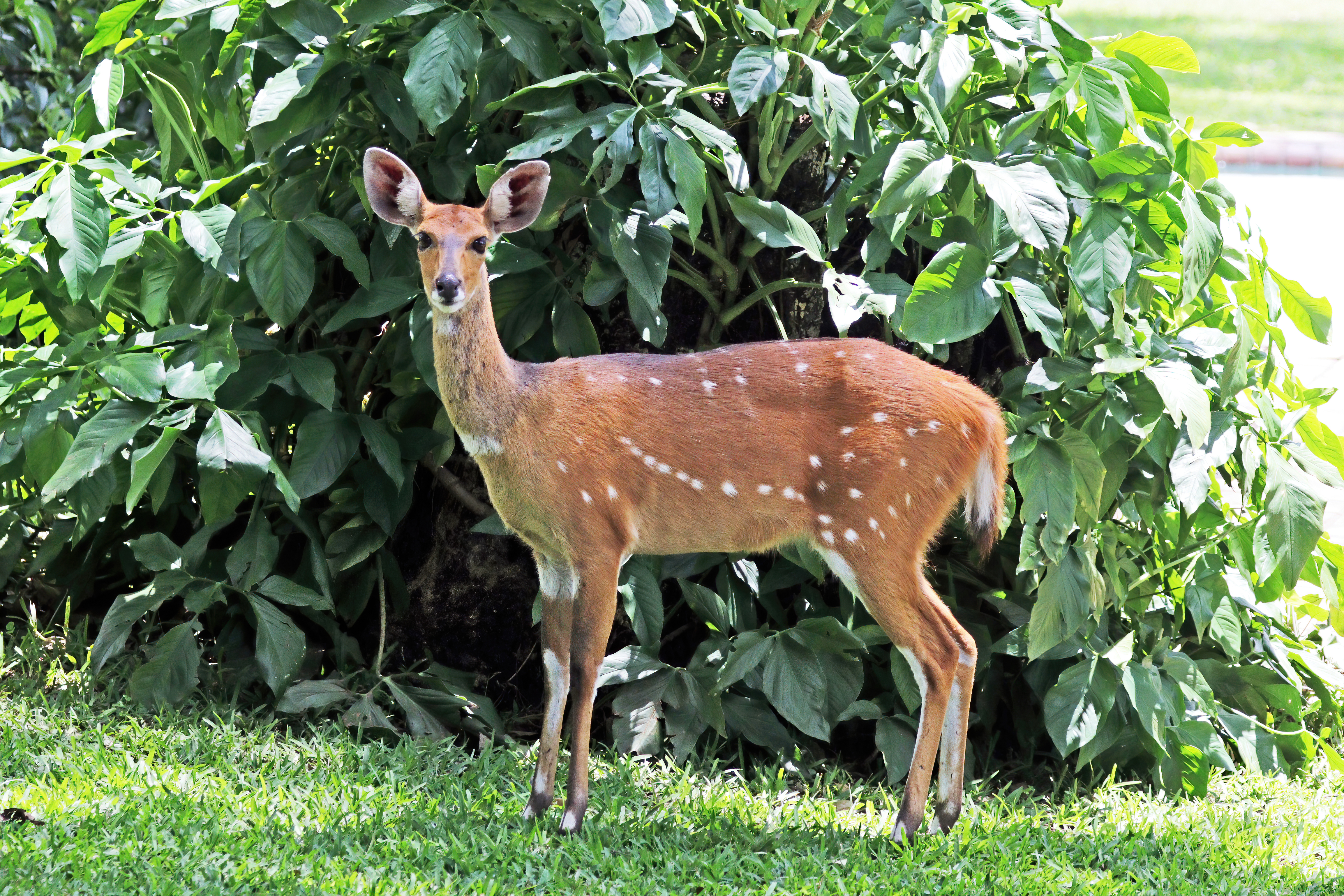
Een vrouwtje in Zimbabwe
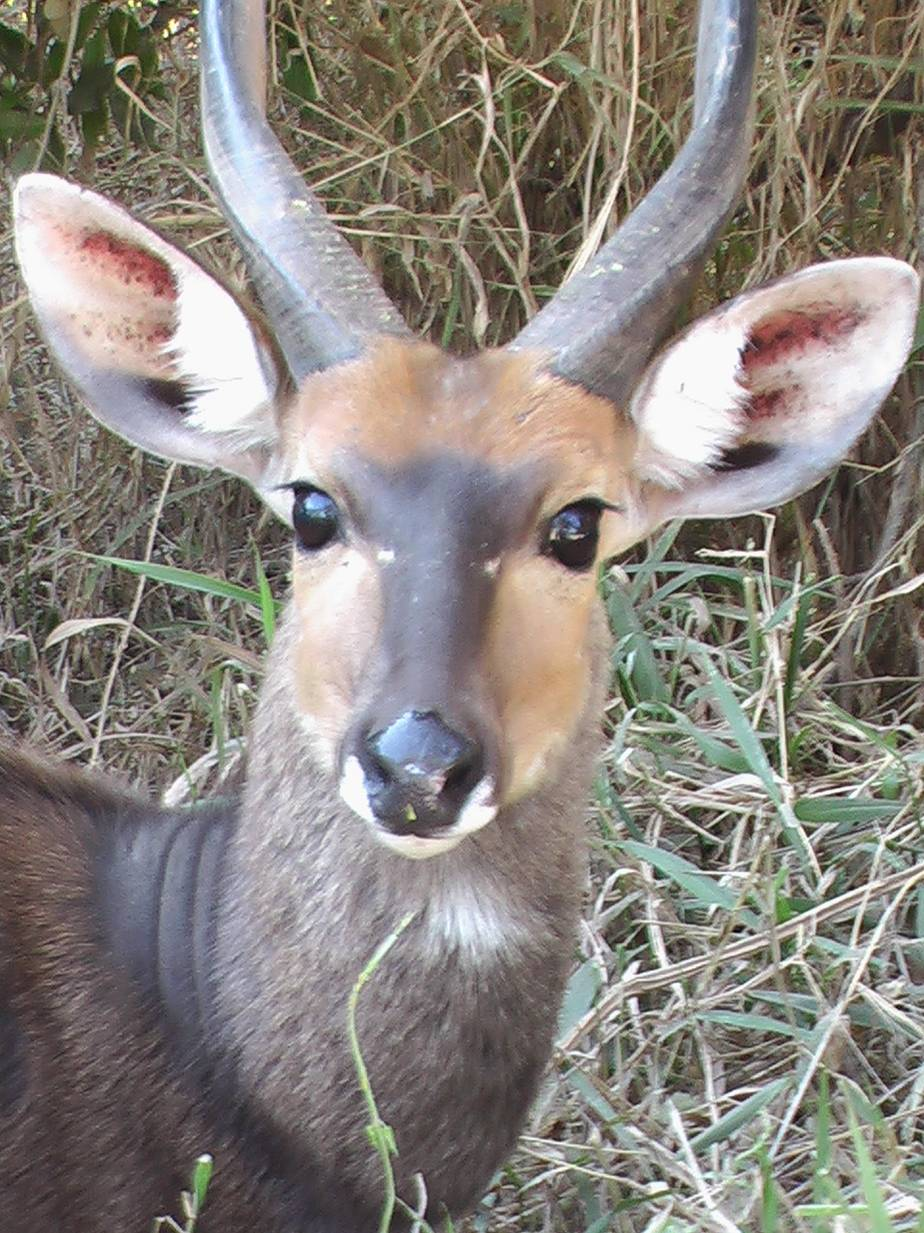
Close-up van een bosbok in Nationaal park Kruger, Zuid-Afrika
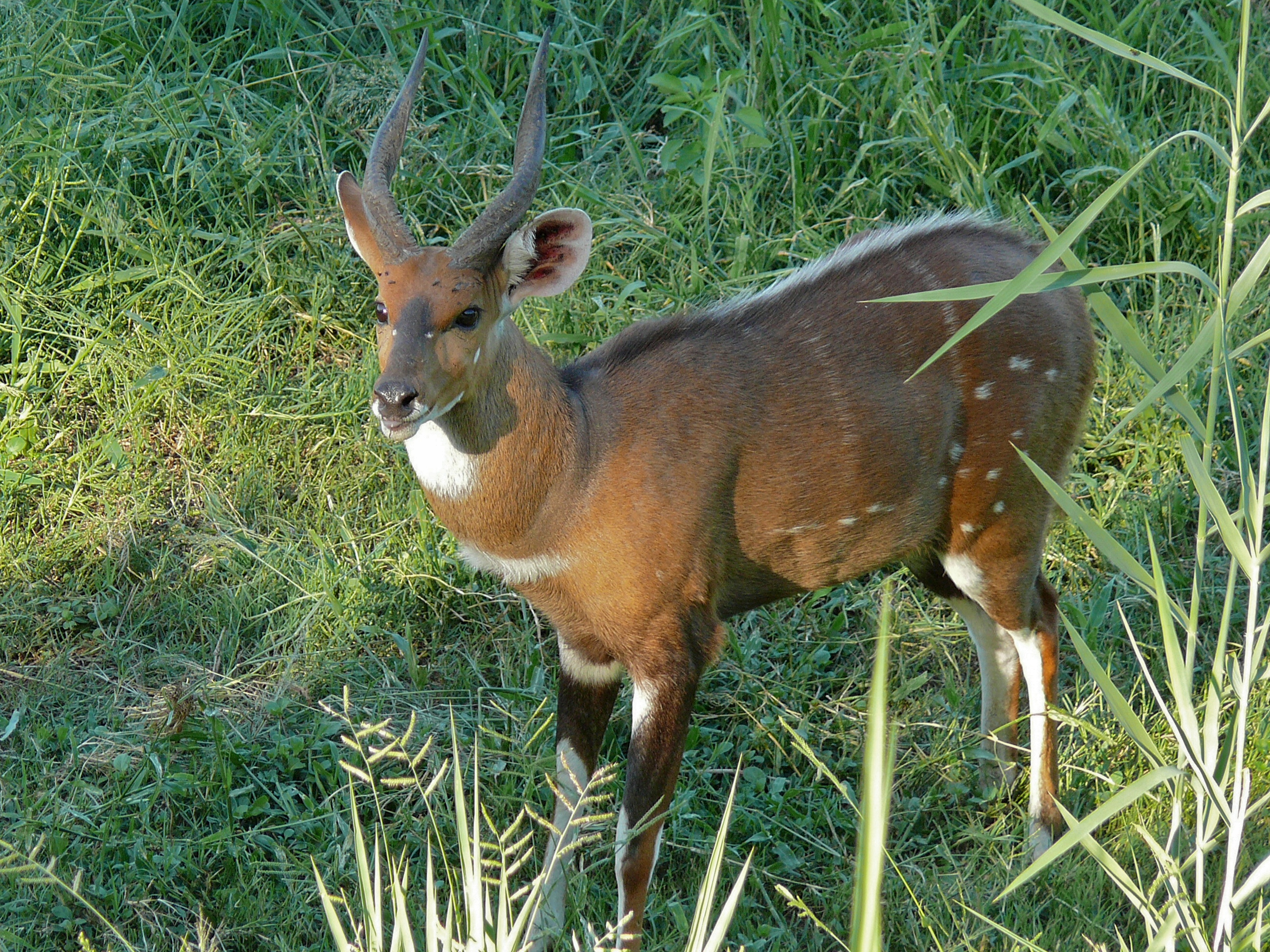
Mannetje in Nationaal park Kruger, Zuid-Afrika
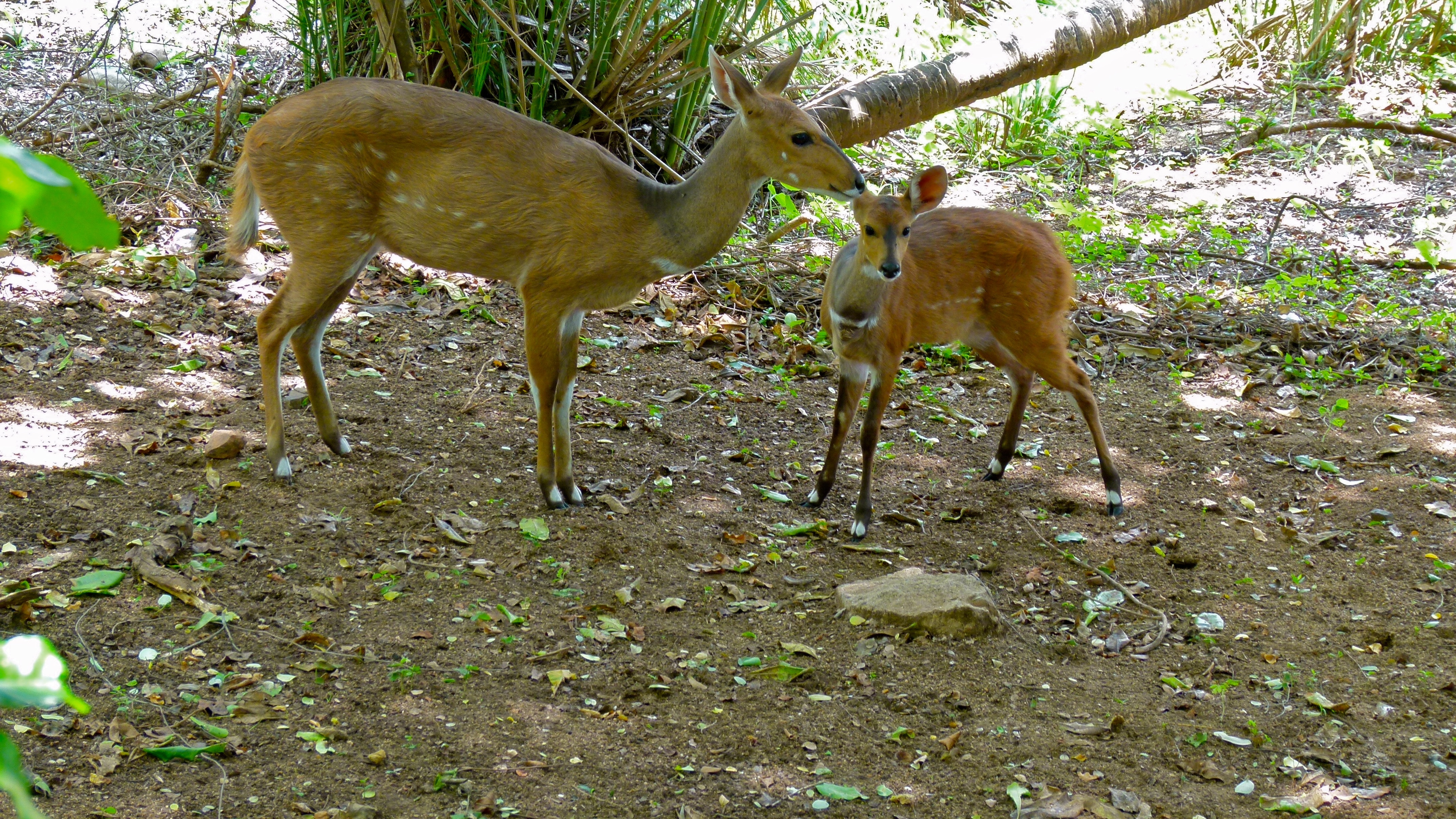
Vrouwtje met jong in Tshokwane, Nationaal park Kruger, Zuid-Afrika